# Rubén Etchebarne
Rubén Etchebarne (* 8. September 1936 in Mercedes) ist ein ehemaliger uruguayischer Radrennfahrer.

## Sportliche Laufbahn
Etchebarne war im Bahnradsport und im Straßenradsport aktiv. Bei den Olympischen Sommerspielen 1960 in Rom bestritt er das olympische Straßenrennen, wobei er ausschied. In der Mannschaftsverfolgung scheiterte das Team aus Uruguay mit Alberto Velázquez, Juan José Timón, Rubén Etchebarne und Rodolfo Rodino in der Vorrunde.
Bei den Olympischen Sommerspielen 1964 in Tokio bestritt er die der Einerverfolgung und scheiterte in der Qualifikation. In der Mannschaftsverfolgung schied das Team aus Uruguay mit Óscar Almada, Rubén Etchebarne, Elio Juárez und Juan José Timón aus.
Sein bedeutendster internationaler Erfolg war der Gewinn der Bronzemedaille im Mannschaftszeitfahren bei den UCI-Straßen-Weltmeisterschaften 1962. 1963 gewann er die Goldmedaille in der Mannschaftsverfolgung bei den Panamerikanischen Spielen. Mit ihm bestritten Alberto Velázquez, Luis Serra und Juan José Timón das Finale. 1959 bis 1960 sowie 1966 und 1967 gewann er das Rennen Vuelta del Pueblo. 1960 konnte er die Mexiko-Rundfahrt vor Dionisio Uribe gewinnen. 1961 wurde er Zweiter in diesem Etappenrennen hinter Juan José Timón und war auf drei Etappen erfolgreich. Auch in der Uruguay-Rundfahrt wurde er Zweiter hinter dem Sieger Gabriel Barrios. Die Uruguay-Rundfahrt konnte er in der Saison 1962 für sich entscheiden, wobei er zwei Etappen gewann. Das traditionsreiche Etappenrennen Mil Millas Orientales gewann Etchebarne 1964, 1966 und 1969.